# Maximilià Thous i Llorens
Maximilià Thous i Llorens (València, 25 de novembre de 1900 - València, 1957) fou un escriptor i polític valencià.

## Biografia
Era fill de Maximilià Thous i Orts i es casà amb la mestra i política Empar Navarro i Giner.
Estudià Magisteri a València, però no va exercir mai, ja que fou cap de negociat d'ensenyament a l'Ajuntament de València. El 1919 fou fundador i dirigent de l'Agrupació Valencianista Escolar (AVE), encarregat del departament de cultura del Centre d'Actuació Valencianista i directiu de Proa. El 1922 va compondre amb el músic Miquel Asensi l'himne valencianista Cançó de lluita, i també traduí al català La Internacional. Durant l'Exposició Universal de Barcelona el 1929 fou l'organitzador d'una Setmana Valenciana de poesia.
Políticament, va militar a la Joventut Valencianista, però el 1930 ingressà a l'Agrupació Valencianista Republicana, per a fundar el 1935 el Partit Valencianista d'Esquerra amb Enric Navarro i Borràs i Ricard Blasco, que des del 1936 intentà integrar a Esquerra Valenciana. El 1932 també fou signatari de les Normes de Castelló.
Durant la guerra civil espanyola va defensar el Col·legi del Patriarca contra els intents de la FAI de destruir-lo, i representant de l'Associació Protectora de l'Ensenyança Valenciana al Patronat de Beneficència i d'Assistència al Menor. Un cop acabada la guerra, el 27 de setembre de 1939 fou separat del servei com a funcionari i empresonat a la Model de València amb Gonçal Castelló, on fou novament arrestat per informar a la BBC dels noms dels afusellats a Paterna. Durant l'interrogatori li trencaren dues costelles i emmalaltí de pleuresia. També va intentar organitzar un curs d'alfabetització a la presó amb Gonçal Castelló, però li denegaren el permís.
Després de dos anys i mig d'empresonament fou condemnat a arrest domiciliari, des d'on es va incorporar a Lo Rat Penat. Li fou negat el reingrés a la seua feina a l'Ajuntament, i fou sovint detingut i maltractat per la policia franquista. També fou internat a un sanatori per a tuberculosos. Va morir l'any 1957 a la ciutat de València.

## Obres
- Primer recull de versos (1948)[4]
- El poema de la Llonja (1949)[5]
- Esqueix (1953)